# Пожорита (Арджеш)
Пожорита (рум. Pojorâta) — село у повіті Арджеш в Румунії. Входить до складу комуни Лерешть.
Село розташоване на відстані 130 км на північний захід від Бухареста, 57 км на північ від Пітешть, 54 км на південний захід від Брашова.

## Населення
За даними перепису населення 2002 року у селі проживали 408 осіб. Усі жителі села рідною мовою назвали румунську.
Національний склад населення села:
| Національність | Кількість осіб | Відсоток |
| -------------- | -------------- | -------- |
| румуни         | 354            | 86,8%    |
| цигани         | 54             | 13,2%    |